# Грађевина Италија
Грађевина Италија (порт. Edifício Itália) је облакодер од 165 метара, изграђен у граду, Сао Пауло. је други највиши облакодер у Бразил, одмах после Миранте ду Вале. завршена је 1965, и има 51 спрата.